# Спальня
Спальня — комната в жилище, место в помещении (доме, квартире и так далее) для сна и отдыха.

## Современная спальня
Спальня — важное помещение в доме. Во многих странах дом или квартиру в первую очередь характеризуют количеством спален. Иерархия спален в доме часто соответствует иерархии в семье: главная спальня отводится для глав семьи, детские — для детей, гостевые — для гостей. В богатых домах имеются спальни для прислуги. Супруги могут иметь как общие, так и раздельные спальни.
Для США типично наличие двух и более спален в доме: основная спальня и одна или несколько дополнительных (для детей, гостей). Иногда спальня соединена с отдельным туалетом (англ. ensuite).
Главный элемент спальни — ложе. В западных странах ложе чаще всего представлено кроватью. В Японии вместо кровати традиционно используется футон. Иногда в одной спальне присутствует несколько кроватей. Часто в спальне также присутствуют чуланы, прикроватные тумбочки, комоды, зеркала, ковры. На прикроватной тумбочке обычно находится небольшая лампа, будильник. Мебель для спальни часто изготавливается из дерева по причине экологичности и долговечности этого материала.
Во многих современных спальнях есть телевизор. Так, в США 43 % детей 3 — 4 лет имеют телевизор в спальне.
Типичная обстановка в спальне различается в разных странах. Например, в странах Северной Америки популярны гардеробные, в странах Европы более популярны шкафы. Типичные размеры кроватей также варьируют.
В некоторых странах существуют юридические нормы, определяющие, что считается спальней в доме, а что — нет (в целях регулирования юридических конфликтов, связанных с недвижимостью). К примеру, в ряде американских государств (штатов) спальня определяется через минимальный размер помещения и факт наличия гардеробной.

## Стилевые направления для спальни
Модный стиль всегда являлся неким курсором, на который ориентировались люди, занимающиеся отделкой и ремонтом своих жилищ. Бесценный опыт, по частичке собранный из века в век, позволит сегодня оформить любую комнату в доме подобающим образом. Не исключение в этом плане и спальня, которую можно отделать не одним, а несколькими способами.
Если удастся выбрать соответствующее стилевое решение для спальной комнаты, внутри нее всегда будет царить умиротворенность и спокойствие.
Как правило, для спальни принято выделять несколько стилевых решений отделки. Они же и являются самыми распространенными на сегодня.

### Романтический стиль
Данный вариант отделки считается очень популярным. Комната декорируется в соответствии с индивидуальными предпочтениями исключительно двух человек. Использование стандартной цветовой гаммы — одно из отличительных черт романтического стиля отделки.
Убранство некоторых деталей интерьера красным цветом или его оттенками, также выделяет романтический стиль. Как известно, алый или густо-красный считаются цветом страсти, несут в себе оттенок эротики. По этой причине данные оттенки часто присутствуют при отделке этого типа.
Примечание. Как правило, можно ограничиться применением в спальне красных ковров, подушек и штор.
Кровать — самая важная зона в спальне, если выбор сделан в пользу романтического стилевого направления. Довольно часто спальному ложу придается совершенно нестандартная форма с оттенками своеобразного типа. Например, кровать может быть полностью круглой, завешенной шелком или атласным материалом.

### Этнический стиль
Для отделки спальни это решение стало модным сравнительно недавно. Экзотическая сказочность, роскошность востока и волшебная атмосфера — главные черты стиля.
Как правило, это решение подойдет для людей с активным и жизнерадостным характером. Вдобавок, если человек склонен немного к авантюризму, стиль этого направления станет для него идеальным.
Уголок рая (спальня) при этническом стилевом оформлении состоит из многочисленных драпировок. Кровать подбирается в темных тонах, обязательно из дерева. Над ложем также должны присутствовать аксессуары из латуни или меди, рядом с кроватью стоять тумбочки, на стене — висеть подсвечники.
В плане цветовой гаммы этнический стиль поощряет активное использование розовых и белых цветов.

### Французский стиль
Он возник еще на стыке 17 и 18 веков. Именно тогда характерной чертой многих обеспеченных людей становится тенденция к роскоши и изысканности, великолепию и шику.
Сегодня желание интерпретировать данный стиль находит отражение в романтическом интерьере, описанном выше. Что касается чисто французского стилевого решения, то это большая приверженность к барокко и рококо.
Чтобы акцентировать упор на изящество, довольство и аристократизм, современные дизайнеры используют в отделке спальни, выдержанной во французском стилевом решении, природные камни и дерево, преимущественно светлых тонов. Это может быть паркет с хорошим рисунком и кровать, изготовленная из массива дерева.
Обязательным при таком оформлении считается также применение искусственного фриза, обрамляющего верх стен. Элемент данного типа может иметь продолжение в паркетных карнизах.
Цветовые предпочтения дизайнеров, знатоков французского стиля, подразумевают зеленых и розовый цвета, часто смешанные с серым.

### Ампир
Ярким представителем классицизма, сформировавшимся где-то в 18-м столетии, является ампир. Имперское стилевое решение при отделке спален также может быть выбрано, как вариант оформления.
Комбинирование пышного декора и аксессуаров военных штрихов — индивидуальные характеристики данного стиля. Унаследовав от античных скульптур четкость композиций и торжественную суровость, ампир может стать идеальным оформлением спальни или всего дома человека холостого, может быть, состоящего на армейской службе.
Чтобы оформить комнату с намеком на стиль ампир, достаточно будет соответствующим образом расписать плафоны и альковы. По больше надо также использовать аксессуары из бронзового литья.

## История
В XIV веке в бедных семьях использовались матрацы, набитые сеном. Матрацы, набитые перьями, начали набирать популярность лишь в XVI веке, и долгое время оставались дорогими. Только обеспеченный человек мог позволить себе купить такой матрац в то время. В XVIII веке стали чаще использоваться хлопковые и шерстяные матрацы. Первые пружинные матрацы были изобретены лишь в 1871 году.
В Германии отдельные спальни были редки вплоть до середины XX века.

### История спальни в России
До XVIII века в России спальня называлась: постельная комната, опочивальня. Устраивалась в чулане горницы. Слово чулан происходит от почивать, опочивальня.
В спальне устанавливалась кровать. К кровати подставляли подставки, колодки, ступеньки, которые назывались постельными колодками, или приступными колодками. Кровати двуспальные и обыкновенные, или вседневные, односпальные. В праздничные, или особые дни (крестины, свадьбы и т. д.) постель парадная, богато украшенная.
Постельная комната украшалась поклонным крестом и иконой. Основная часть икон дома хранилась в моленной комнате, там же совершались утренние и вечерние молитвы. Икона вешалась в красном углу, крест — над дверью.
В опочивальне хранилось бельё и различные туалетные принадлежности. Бельё хранилось в сундуках, коробьях. Уборные принадлежности хранились в сундучках, скрынях, ящиках, ларцах, шкатунах, готовальнях и т. д. Уборные принадлежности — зеркала в футлярах, гребни, гребёнки, уховёртки, щётки. Женские уборные принадлежности: белильницы, румяницы, клеельницы, ароматницы, тазики, чашечки и т. д..